# Языки Абхазского царства

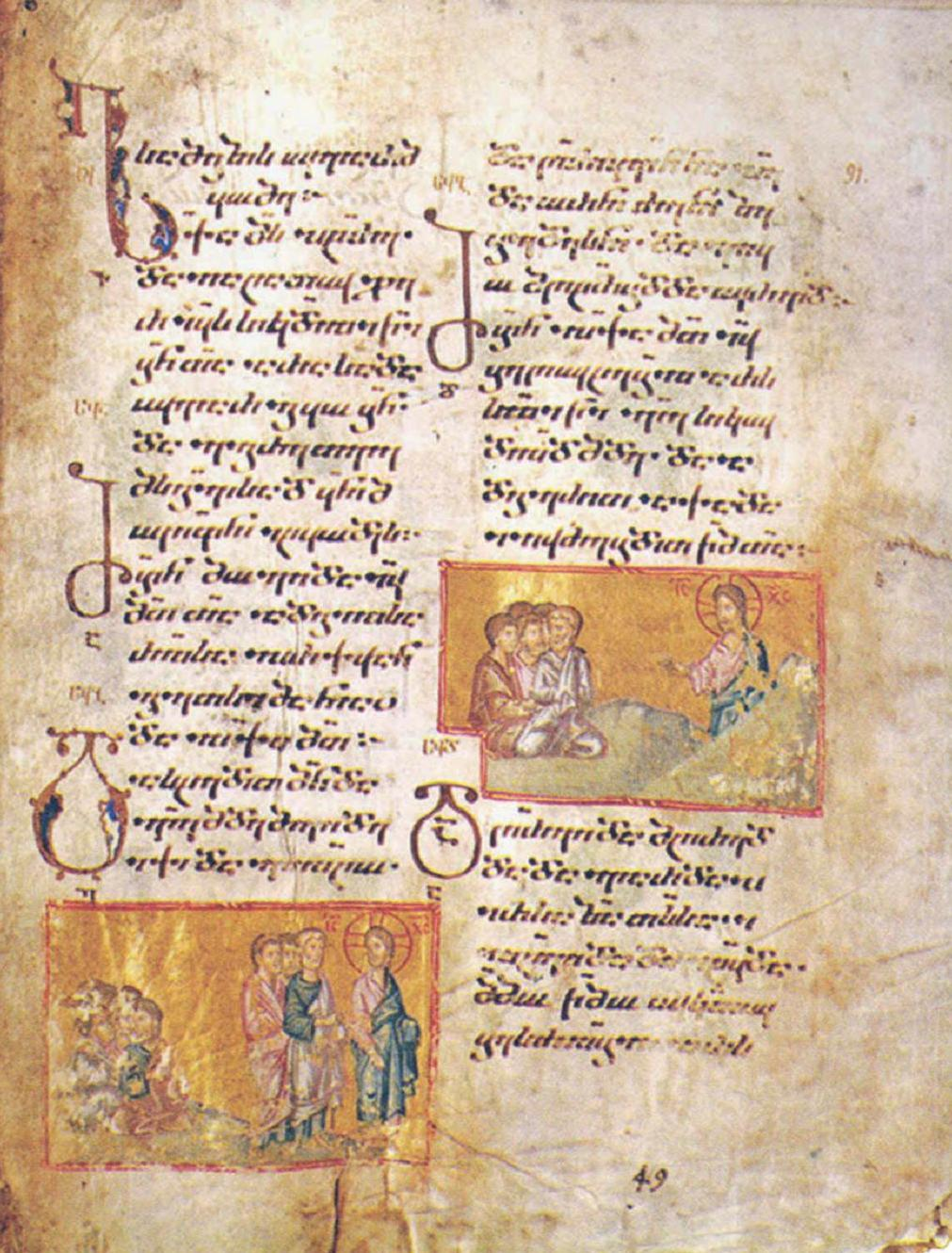
Моквсинское Евангелие

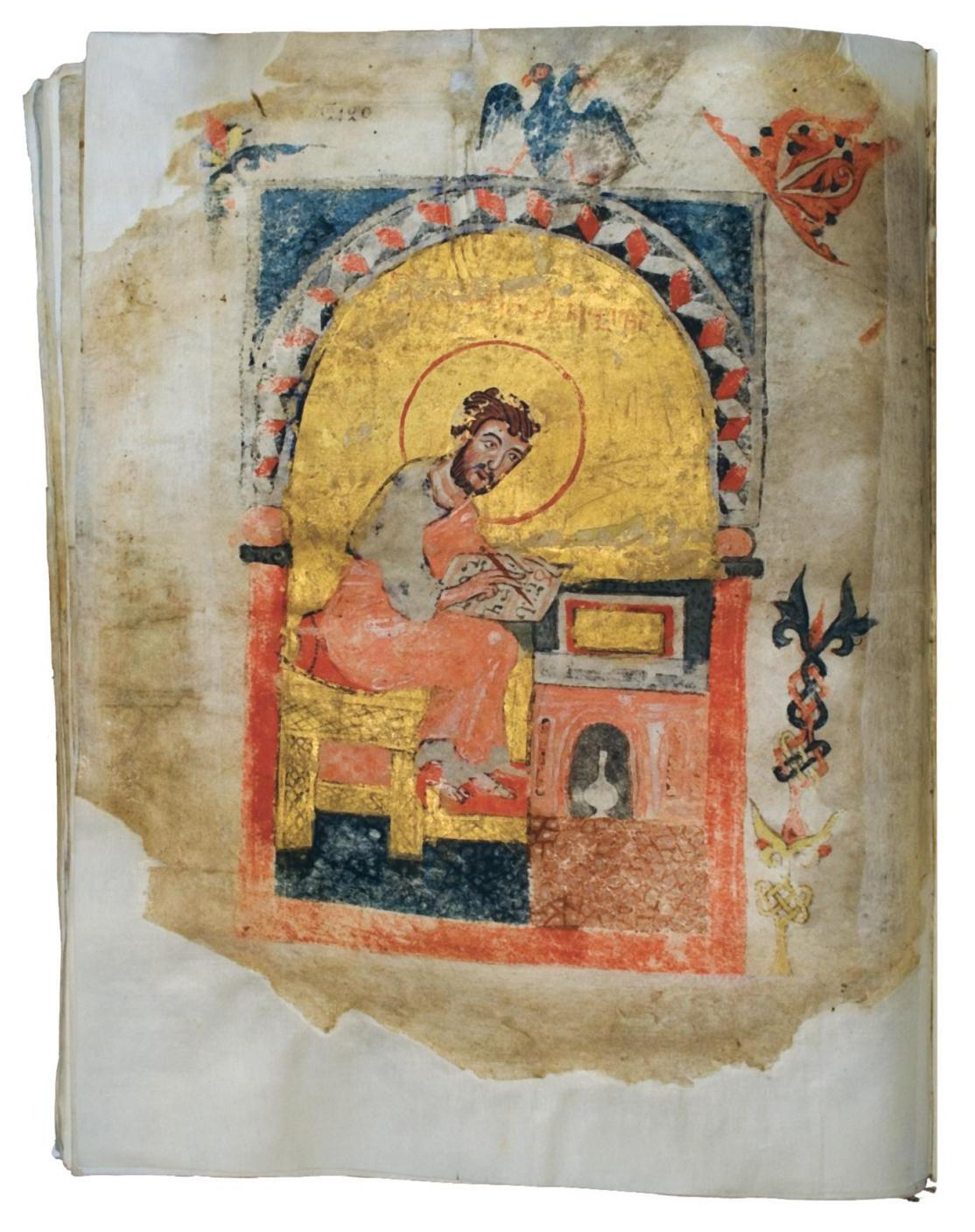
Святой апостол Марк, изображение на Пицундском Евангелие

Абхазское царство будучи одной из гегемоний на Кавказе в X—XI веках, было многоязычным государством из-за своего неоднородного национального состава.

## Официальные языки
Предполагаемый статус того или иного языка как официального, вызывает серьезнейшие разногласия между проабхазскими и прогрузинскими исследователями. Каких либо документов времен самого Абхазского царства говорящих о государственном языке не найдено.
- Грузинский язык — был языком письменности и официальной канцелярии[2], нумизматики, оформления церквей, это признаётся и проабхазскими исследователями[3], а также что однозначно, языком богослужения в регионах государства населенных картвельскими народами.
- Абхазский язык — как указывают средневековые авторы (Кирилл Философ), и источники (Житие Картли), был языком царского придворья[4], однозначно определенных частей армии[5], а также языком богослужения[6] абхазоязычной части государства.
- Греческий язык — мог продолжать свое существование как официальный язык богослужения[7] с предположительно урезанными правами в пользу абхазского и грузинского, также использовался в переписке с Византийским миром.
- Арабский язык — язык денежной чеканки в определенный период[8].

## Разговорные языки
Абхазское царство постоянно вело экспансию, захватывая этнически пёстрые территории Кавказа.
В Абхазском царстве простой народ использовал в общении свои национальные языки, среди которых были абхазский, грузинский, сванский, мегрельский, адыгский, аланский, и возможно армянский и агванский языки.